# Moryca
Moryca (dawn. Moryc) – niewielka część miasta Piotrków Trybunalski w województwie łódzkim. Leży na samym południu miasta, przy jego granicy ze wsią Longinówka, u południowego krańca pasa startowego piotrkowskiego lotniska.

## Historia
Moryc to dawniej kolonia. Do 1923 należała do gminy Krzyżanów w powiecie piotrkowskim, początkowo w guberni piotrkowskiej, a od 1919 w woj. łódzkim. 24 maja 1923 Moryc (38 mórg) włączono do Piotrkowa Trybunalskiego.
6 września 1939 w pobliżu Morycy żołnierze Wehrmachtu rozstrzelali dziewiętnastu wziętych do niewoli oficerów 76. Pułku Piechoty, a następnie dokonali podobnego mordu na żołnierzach szeregowych i cywilach w Longinówce.